# Cayo Sandals
Cayo Sandals (en inglés: Sandals Cay) es una pequeña isla del país caribeño de Jamaica, que es una propiedad privada del Complejo Turístico Sandals Royal Caribbean y que antes fue llamada Isla de Kokomo (Kokomo Island) que proviene de la canción Kokomo escrita por John Phillips e interpretada por el grupo The Beach Boys. Posee una superficie de apenas 2,5 acres que equivalen a 0,80 hectáreas